# Wallander
Wallander (også kendt som Mankells Wallander) er en svensk dramaserie baseret på Henning Mankells kriminalromaner om politimanden Kurt Wallander. Serien har Krister Henriksson i hovedrollen og foregår i Ystad nær Sveriges sydspids, hvor Wallander lægger en intens besættelse og et skarpt intellekt i de mordsager, han løser i løbet af serien.
Den første sæson på tretten film blev produceret mellem 2005 og 2006, hvoraf én var taget direkte fra en roman, og resten med nye handlingslinjer af Mankell. Den anden sæson, også med tretten film, blev vist mellem 2009 og 2010, mens en tredje og sidste sæson med seks afsnit udkom i 2013.

## Medvirkende (i udvalg)
- Krister Henriksson som Kurt Wallander
- Johanna Sällström som Linda Wallander (sæson 1)
- Charlotta Jonsson som Linda Wallander (sæson 3)
- Douglas Johansson som Jan Martinsson
- Fredrik Gunnarsson som Johan Svartman
- Mats Bergman som Nyberg
- Ola Rapace som Stefan Lindman
- Angela Kovács som Ann-Britt Höglund
- Stina Ekblad som Karin Linder
- Marianne Mörck som Ebba
- Lena Endre som Katarina Ahlsell
- Nina Zanjani som Isabelle Melin
- Sverrir Gudnason som Pontus Höijer